# Papa

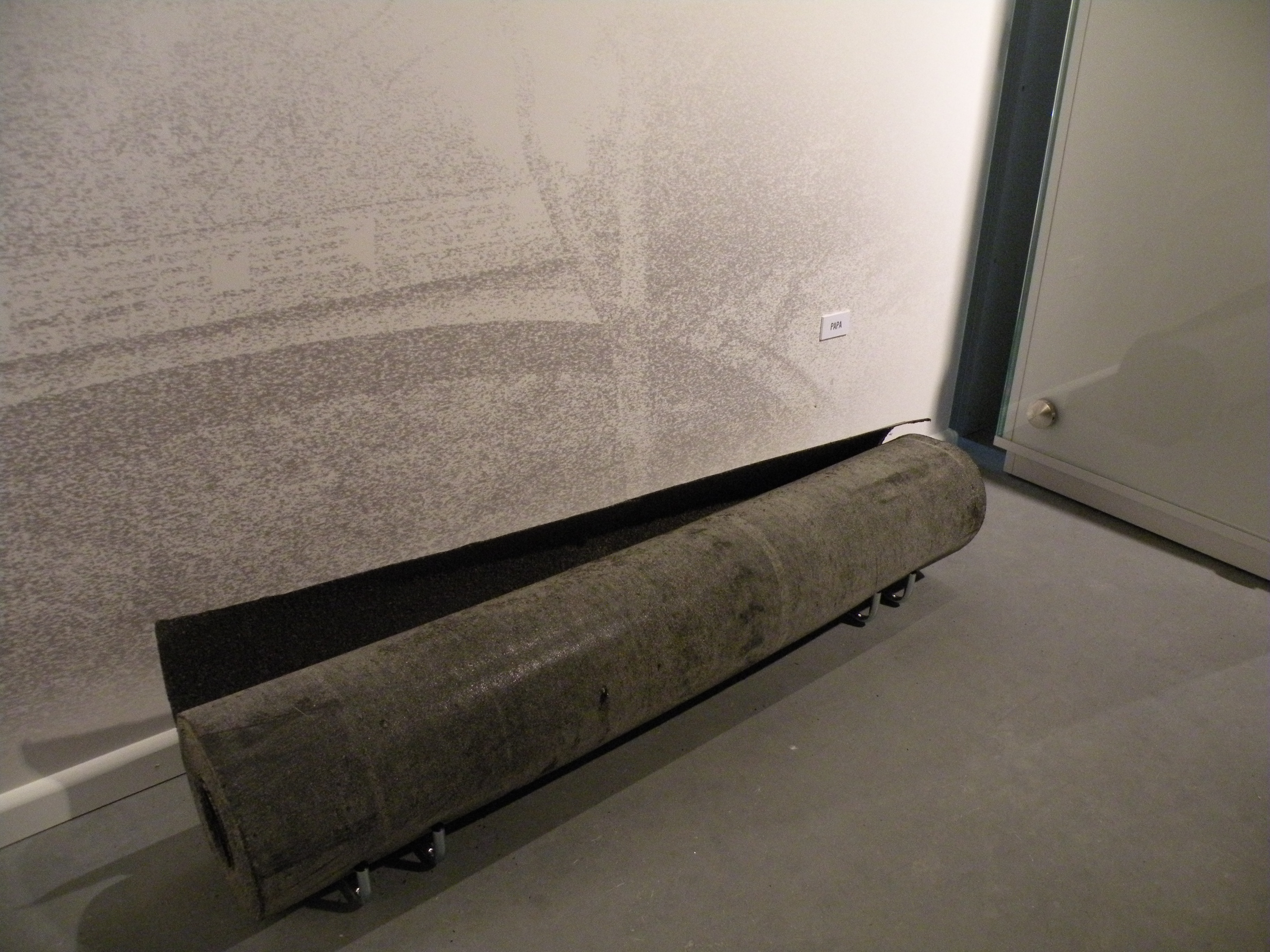
Rolka papy

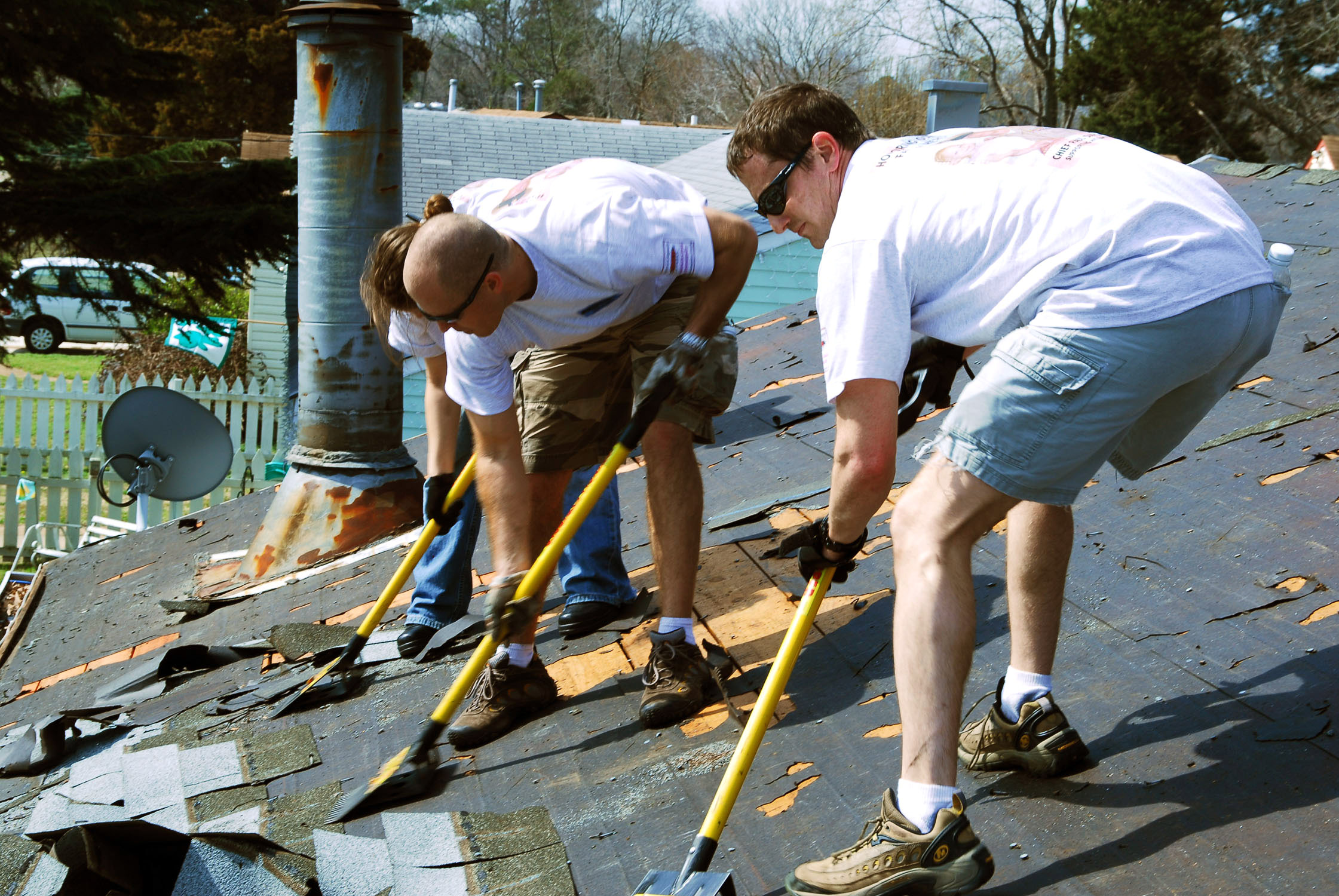
Zrywanie gontów bitumicznych (tą samą metodą zrywa się papę)

Papa – materiał budowlany stosowany do wykonywania przeciwwilgociowych i przeciwwodnych izolacji elementów budowli (izolacje fundamentów, posadzek, ścian piwnicznych i pokryć dachowych). Wytwarza się go przez pokrycie i/lub nasączenie masą asfaltową lub smołową osnowy z włókna szklanego lub poliestrowego albo tektury (tak zwana papa tradycyjna). 

## Struktura materiałowa
Papa zbudowana jest warstwowo. Licząc od góry, są to:
- zabezpieczenie wierzchnie (najczęściej posypka – bazalt, skaleń, piasek)
- masa asfaltowa (bitum, wypełniacz mineralny, modyfikator)
- osnowa, zwana wkładką nośną (włóknina lub tkanina poliestrowa, welon szklany, tkanina lub włóknina szklana, tektura)
- masa asfaltowa (jak wyżej)
- zabezpieczenie spodnie (najczęściej folia z tworzywa sztucznego)

## Parametry pap
Główne parametry, rozróżniające rodzaje pap, to:
- grubość [mm]
- wytrzymałość mechaniczna (siła zrywająca [N/50 mm] i wydłużenie przy zerwaniu [%])
- giętkość w niskich temperaturach [°C]
- odporność na spływanie [°C]

Grubość – zależy od ilości asfaltu i posypki.
Wytrzymałość mechaniczna – zależy od wkładki nośnej. Papy zbudowane na:
- włókninie poliestrowej (siła i wydłużenie 600–1000 N/50 mm i ok. 40-60%)
- tkaninie szklanej (siła i wydłużenie 1200–1800 N / 50 mm i ok. 5-10%)
- welonie szklanym (siła i wydłużenie 300–600 N/50 mm i ok. 2-5%)
- tekturze (siła i wydłużenie 400–800 N/50 mm i ok. 5-15%)

Giętkość – zależy od ilości modyfikatora. Typowe wartości to:
- papy niemodyfikowane: 0 °C
- modyfikowane SBS: od -5 °C do -25 °C (zależnie od stopnia modyfikacji)
- modyfikowane APP: od 0 °C do -15 °C (zależnie od stopnia modyfikacji)

Parametr ten świadczy jedynie o stopniu modyfikacji, nie jest tożsamy z temperaturą układania ani temperaturą użytkowania. 
Spływanie – zależy od ilości modyfikatora i grubości. Typowe wartości to:
- papy niemodyfikowane: 70 °C
- modyfikowane SBS: od +80 °C do +100 °C (zależnie od stopnia modyfikacji)
- modyfikowane APP: od +100 °C do +140 °C (zależnie od stopnia modyfikacji)

## Sposób mocowania
Obecnie papy mocuje się na kilka sposobów, przy czym każda papa powinna mieć określony sposób jej montowania przez producenta:
- mocowanie mechaniczne – na przykład za pomocą gwoździ (tak zwanych papiaków)
- mocowanie tradycyjne (metodą klejenia) – za pomocą lepików, na zimno lub na gorąco
- zgrzewanie – przy użyciu palnika lub gorącego powietrza
- bez dodatkowych narzędzi lub środków (papy samoprzylepne).

## Nazewnictwo
W Polsce w obrocie handlowym papy z osnową z welonu szklanego mają w symbolu oznaczenie V  oraz liczbę oznaczającą gramaturę welonu – przykładowo W-V  60 S42 oznacza papę z osnową z welonu szklanego o gramaturze 60 g/m². Papy na osnowie z włókniny poliestrowej mają w symbolu oznaczenie PV  (często także PY lub PYE) oraz gramaturę osnowy – dla przykładu W-PYE250 S52 oznacza papę na osnowie z włókniny poliestrowej o gramaturze około 250 g/m², a papy z tkaniną szklaną – symbol G.
Należy jednak pamiętać, że wszystkie symbole i wartości w nazwach pap są umowne (!) (ich jednoznaczne użycie jest tylko 'dobrą wolą producenta') i nie są sankcjonowane przez żadne przepisy. Stosowanie odpowiednich symboli było sankcjonowane przez nieobowiązujące już normy PN/B.
W Polsce w obrocie handlowym rozróżnia się pierwszą literą oznaczenia: P dla papy podkładowej oraz W dla papy wierzchniego krycia, na przykład: 
- W-PYE150 S30 – papa wierzchniego krycia
- P64/1200 – papa podkładowa.

Papy zawierające modyfikator SBS często mają w nazwie handlowej oznaczenie SBS lub PYE. 
Grubość papy jest często określana literą S oraz liczbą określającą grubość w milimetrach, np. W-PYE250 S52 to papa o grubości 5,2 mm.

## Cechy charakterystyczne
Papę na osnowie z welonu szklanego (lub tektury) od papy na osnowie z włókniny poliestrowej (lub tkaniny szklanej) można bardzo łatwo odróżnić doświadczalnie – tę pierwszą można bez problemu przerwać w rękach, natomiast papy na włókninie poliestrowej praktycznie nie da się ręcznie rozerwać.
Ma to istotne znaczenie przy wyborze rodzaju stosowanej papy: papa na welonie szklanym ma dużo mniejszą wytrzymałość na rozrywanie i nie może być stosowana na dachach, które mocno pracują, na przykład pod wypływem zmian temperatury. Siły temu towarzyszące mogą prowadzić do rozrywania papy i tworzenia pęknięć.
W przypadku używania papy na powierzchnie zewnętrzne, narażone na działanie promieni słonecznych i innych czynników pogodowych, stosuje się papę z posypką mineralną na wierzchniej warstwie. Tego typu papy wierzchnie bywają ostatecznym pokryciem dachów poziomych. Wykonanie pokrycia dachowego z papy może być jedno- lub dwuwarstwowe. W wersji dwuwarstwowej stosuje się najpierw papę podkładową, a następnie papę wierzchniego krycia. W wersji jednowarstwowej stosuje się od razu papę wierzchniego krycia. 
Inną ważną cechą pap jest ich odporność na zginanie w niskich temperaturach. Aby uzyskać odporność na niższe temperatury, dodaje się do pap modyfikatory. Najczęściej spotykanym modyfikatorem jest SBS (styren-butadien-styren). Dzięki zastosowaniu tego modyfikatora, papy te są odporne na zginanie w temperaturach ujemnych, przy czym odporność ta jest różna i należy sprawdzać w dokumentacji technicznej do jakiej ujemnej temperatury dana papa jest wytrzymała.
Spotyka się także papy specjalne, na przykład z wkładką z folii metalowych, odporne na wrastanie korzeni. Obecnie coraz częściej stosuje się papy z innych materiałów, w tym elastycznych tworzyw sztucznych.

## Przepisy prawne
Od 2005 roku w Polsce produkuje się papy w oparciu o zharmonizowane normy europejskie:
- PN-EN 13707 (dla pap przeznaczonych na pokrycia dachowe)
- PN-EN 13969 (dla pap przeznaczonych do izolacji na poziomie gruntu i pod wylewki).

Papy nie objęte normami produkuje się w oparciu o aprobaty techniczne (np. papy mostowe).
Inne dokumenty
Dla każdej papy producent wystawia (sam) deklarację właściwości użytkowych.
Każda papa powinna posiadać certyfikat ZKP lub certyfikat zgodności.